# Krypta des United States Capitol

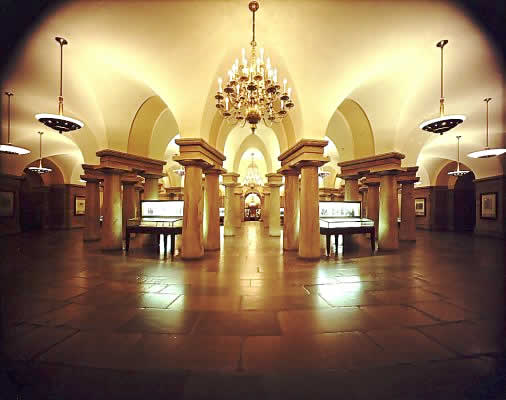
Die Krypta des Kapitol, älteres Bild mit Blickrichtung Ost aufgenommen.

Die Krypta des United States Capitol ist ein unterirdischer Raum direkt unterhalb der Rotunde des United States Capitol. Sie wurde ursprünglich als Grabstätte für George Washington geplant, welcher jedoch seine Grabliege auf Mount Vernon hat. Die Krypta verfügt über 40 dorische Säulen aus Sandstein, die ein kreisförmiges Gewölbe stützen. In ihrer Mitte befindet sich ein bronzener Kompassstern, der als symbolischer Mittelpunkt von Washington, D.C. dient. Heute beherbergt die Krypta sechs Statuen aus der National Statuary Hall Collection sowie Ausstellungen zur Geschichte des Kapitols.

## Entstehung und Bau
William Thornton legte in seinem Gewinnerentwurf für das United States Capitol 1793 die Lage der Rotunde als Mittelteil zwischen Nord- und Südflügels des Gebäudes fest. Im selben Jahr begannen die Bauarbeiten am Kapitols mit der Grundsteinlegung durch Präsident George Washington. Die Rotunde erforderte aufgrund der statischen Lasten ein solides Fundament. Benjamin Latrobe griff dies in einer Entwurfsüberarbeitung auf und integrierte die Krypta als tragende Basis, um die Last der Rotunde abzuleiten.
Die Bauarbeiten wurden mehrfach gestört, vor allem vom Britisch-Amerikanischen Krieg, während dessen die Bauarbeiten im Jahr 1812 völlig zum Erliegen kamen. Im August 1814 eroberten die Briten Washington und steckten das Kapitol in Brand, wobei das Gebäude fast vollständig zerstört wurde. So wurde bei der Wiederaufnahme der Bauarbeiten erst das wieder hergestellt, was durch den Brand vernichtet wurde.
Der Mittelteil des Kapitols, mit der Rotunde und der Krypta wurde unter der Aufsicht des Architekten des Kapitols Charles Bulfinch nicht vor 1827 fertiggestellt.  In der Mitte des Raumes wurde ein Marmorkompass im Boden eingesetzt, der den Mittelpunkt des District of Columbia markiert, an dem alle vier Quadranten der Stadt beginnen.

## Name
Nach Washingtons Tod im Jahr 1799 bat Thornton die Witwe Martha Washington um die Erlaubnis, im Kapitol eine Gruft für ihren Mann bauen zu dürfen. Nach ihrer Zustimmung schritten die Planungen zur Grabliege voran. Die Krypta sollte als Eingang zur Grabkammer dienen.
Die Pläne, Washington in die Gruft umzubetten, wurden jedoch aufgrund von rechtlichen Problemen mit seinem Testament und der Weigerung des damaligen Besitzers des Landsitzes Mount Vernon, auf dem Washington in der Familiengruft beerdigt wurde, aufgegeben.
So endete die Funktion des Raumes als eine echte Krypta, aber der Name blieb trotzdem.

## Heutige Nutzung
Die Krypta dient als wichtigster Durchgang des Erdgeschosses des Kapitols und als Museum. Darüber hinaus ist sie der Endpunkt aller Führungen, die vom United States Capitol Guide Service durchgeführt werden. In der Krypta befinden sich mehrere Ausstellungsstücke über die Geschichte der Bauarbeiten am Kapitol, vom Ausschachten, über ein Modell der Anlage bis zur Fertigstellung des Capitol Visitor Center.  Ein Geschenkshop befindet sich an der Ostseite und wird von der United States Capitol Historical Society betrieben. Ein Büro für das Congressional Special Services Office befindet sich an der nordwestlichen Ecke des Raumes.
Die ursprünglich für George Washingtons Leichnam reservierte Grabkammer unterhalb der Krypta diente dann als Abstellfläche für den Lincoln-Katafalk, den Aufbahrungstisch für den Leichnam Abraham Lincolns. Heute befindet sich der Katafalk im Capitol Visitor Center.

### National Statuary Hall Collection
Sechs Statuen der National Statuary Hall Collection stehen in der Krypta. Im Uhrzeigersinn vom Osteingang aus gesehen sind das:
- Robert R. Livingston aus New York, Bronze, Erastus Dow Palmer. 1875.
- Caesar Rodney aus Delaware, Marmor, Bryant Baker, 1934.
- Samuel Adams aus Massachusetts, Marmor, Anne Whitney, 1876.
- John C. Calhoun aus South Carolina, Marmor, Frederick Ruckstull, 1910.
- Sakagawea aus North Dakota, Bronze, Leonard Crunelle, 2003.
- Crawford Williamson Long aus Georgia, Marmor, J. Massey Rhind, 1926.